# René-Antoine Ferchault de Réaumur

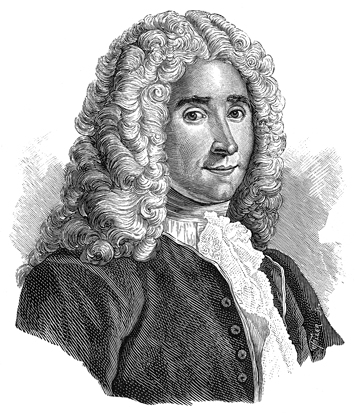
René-Antoine de Réaumur.

René-Antoine Ferchault de Réaumur (La Rochelle, 28 februari 1683 – Saint-Julien-du-Terroux, 17 oktober 1757) was een beroemd Frans natuuronderzoeker, die heeft bijgedragen aan vele onderwerpen in de wetenschap, zowel in de natuurkunde als in de zoölogie, en in het bijzonder de entomologie. Hij bezat een uitgebreid rariteitenkabinet, in omvang alleen overtroffen door dat van Hans Sloane.
Réaumur studeerde rechten en wiskunde in Poitiers. Aanvankelijk was hij geïnteresseerd in geometrie en toegepaste wetenschap. In 1708 werd hij lid van de Franse Academie van Wetenschappen. Hij kreeg een staatspensioen vanwege zijn ontdekkingen op het gebied van ijzer en staal en opperde spinnen in te zetten bij de productie van zijde. Dat werk werd vrij snel in het Chinees vertaald. Hij hield zich ook bezig met de productie van porselein en glas, en met de tinwinning, en ontdekte daarvoor een productiemethode die nog steeds wordt gebruikt. Vervolgens hield hij zich bezig met meteorologie. Naar hem is de temperatuurschaal Réaumur genoemd, die hij in 1730 ontwierp en die tot 1901 in Frankrijk is toegepast. Alleen koks en pasteibakkers schijnen deze temperatuurschaal nog te gebruiken. 
Réaumur vestigde zich in een landhuis in Maine (provincie) en beschreef in zijn Mémoires pour servir à l'histoire naturelle des insectes (1734-1742) aangaande de verhouding tussen de koningin, arbeidsters en darren, dat een willekeurige larve door rijke voeding tot een vruchtbare koningin kan worden, en dat de wespen uit hout een soort papier synthetiseren voor de bouw van hun nesten. Dit laatste was het begin van een revolutie in de papierindustrie, waarbij vanaf de helft van de 19e eeuw geleidelijk aan het hoogwaardige papier, gemaakt uit lompen, werd vervangen door het minder duurzame papier dat van hout werd gemaakt. Door de Duitser Friedrich Gottlob Keller werd een patent genomen op deze nieuwe vorm van papierproductie. 